# Chinese merel
De chinese merel (Turdus mandarinus) is een zangvogel uit de familie lijsters (Turdidae).

## Verspreiding en leefgebied
De soort telt 3 ondersoorten:
- Turdus mandarinus mandarinus: het westelijke deel van Centraal-China (Guizhou)
- Turdus mandarinus sowerbyi: zuidwestelijk China (Sichuan)
- Turdus mandarinus intermedius: van centraal Azië tot noordoostelijk Afghanistan, het Pamir-gebergte en Xinjiang; in de winter tot zuidelijk Irak